# Talabı
Talabı è un comune dell'Azerbaigian situato nel distretto di Quba. Conta una popolazione di 409 abitanti.